# Vaejovis mexicanus
El alacrán marrón del centro, o escorpión marrón del centro (Vaejovis mexicanus) pertenece a la familia Vaejovidae (alacranes marrones). Especie descrita por Koch en 1836.

## Clasificación y descripción de la especie
Es un escorpión perteneciente a la familia Vaejovidae, del orden Scorpiones. El color de su carapacho y cuerpo es café negro abigarrado a marrón rojizo, el vientre es color marrón, los pedipalpos son de color marrón rojizo. Su talla llega a alcanzar los 5 cm de longitud. La cola cuenta con quillas en los bordes, con textura granulosa. El aguijón es alargado, no presenta una curvatura muy marcada. No es considerado de importancia médica para el hombre.

## Distribución
Especie endémica de la parte central de México, se encuentra en el estado de México y en el estado de Tlaxcala, pero es más común en el Distrito Federal. También pueden encontrarse en verano por los países como Argentina y Chile

## Hábitat
Las altitudes en donde se encuentra rondan desde los 1,600 hasta los 2,400 m s. n. m., en donde es posible encontrar bosques de pino encino. Son de hábitos nocturnos, durante el día se guarecen debajo de piedras y troncos caídos, así como en pequeñas madrigueras cavadas por ellos.

## Estado de conservación
No se encuentra dentro de ninguna categoría de riesgo en las normas nacionales e internacionales, debido quizá al escaso conocimiento que se tiene de la ecología de la especie y sus poblaciones.